# フロリダ・ブラザーズ
フロリダ・ブラザーズは、日本のプロレス団体の闘龍門JAPANとDRAGON GATEで活動していたタッグチーム。

## 概要
2003年、マイケル岩佐とダニエル三島がタッグチームとして結成。誰でもわかる笑えるインチキな反則勝ちと偽アメリカ人を演じたギミックで一躍して人気者になった。結成以来連勝記録を200以上にまで伸ばしていた。
2004年、ジョンソン・フロリダとユニット「フロリダ・エクスプレス」を結成。
2006年4月12日、ストーカー市川とギミックを賭けたコントラ・マッチに敗北して連勝が止まると共にキャラクター剥奪が決定してフロリダ・ブラザーズは解散。2007年、ジョンソンがジャクソン・フロリダとタッグチーム「スーパー・フロリダ・ブラザーズ」を結成。

## メンバー
- マイケル岩佐（リーダー）
- ダニエル三島

## サポートメンバー
- ケンスキー佐々木

## フロリダ・エクスプレス

### メンバー
- マイケル岩佐（リーダー）
- ダニエル三島
- ジョンソン・フロリダ

## スーパー・フロリダ・ブラザーズ

### メンバー
- ジョンソン・フロリダ（リーダー）
- ジャクソン・フロリダ